# Scafell Pike
Cet article fait partie d'un « bon thème » labellisé en 2012.
Scafell Pike est un sommet du Royaume-Uni dont l'altitude de 978 mètres en fait le point culminant de l'Angleterre et des Southern Fells. Il est constitué de roches magmatiques. Il se trouve dans le Lake District, au sein du parc national du même nom, en Cumbria.
Le poète Robert Southey aurait réalisé sa première ascension en 1802. La montagne appartient au National Trust. C'est un lieu de randonnée pédestre très fréquenté mais aussi un important site d'escalade.

## Toponymie
Le nom de Pikes of Sca Fell était à l'origine appliqué à l'ensemble des sommets désormais connus en tant que Scafell Pike, Ill Crag et Broad Crag. Ils étaient considérés comme des pics secondaires du Scafell (ou Sca Fell), qui paraît plus élevé sous certains angles et est relié à Scafell Pike par le col de Mickledore. La contraction de Sca Fell en Scafell est une erreur issue d'une carte de l'Ordnance Survey mais est désormais considérée comme standard[réf. nécessaire].

## Géographie

### Situation

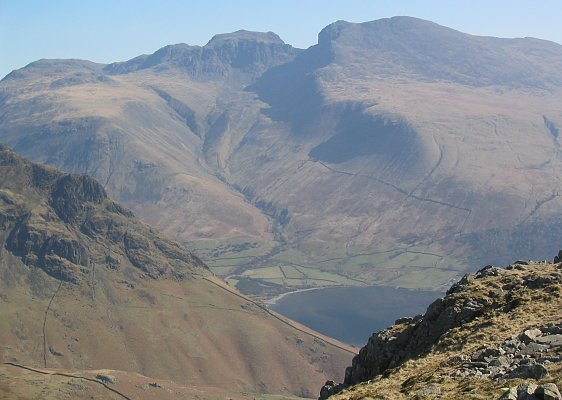
Vue de Scafell Pike à gauche et du Scafell à droite.

Scafell Pike est situé dans le Nord-Ouest de l'Angleterre, au Royaume-Uni, dans le comté de Cumbria. Il se trouve à 50 kilomètres au sud-sud-ouest de Carlisle et à 20 kilomètres à l'est des côtes de la mer d'Irlande. Manchester est à près de 125 kilomètres au sud-sud-est. L'altitude du sommet a été établie à 978 mètres, ce qui en fait le point culminant du massif des Southern Fells au sein de la région naturelle montagneuse du Lake District et également le plus haut sommet d'Angleterre. Sa hauteur de culminance, mesurée par rapport au mont Snowdon, est de 912 mètres, ce qui en fait le treizième marilyn des îles Britanniques.
Le sommet offre un des plus vastes panoramas s'étendant des montagnes de Mourne en Irlande du Nord à Snowdonia au pays de Galles.

### Topographie
Scafell Pike fait partie d'un groupe de fells en forme de fer à cheval ouvert sur le sud et entourant la vallée d'Eskdale. Scafell Pike se trouve sur le rebord occidental de ce cirque glaciaire, alors que le Scafell est au sud et le Great End au nord. Cette arête constitue la ligne de partage des eaux séparant l'Eskdale de la Wasdale à l'ouest.

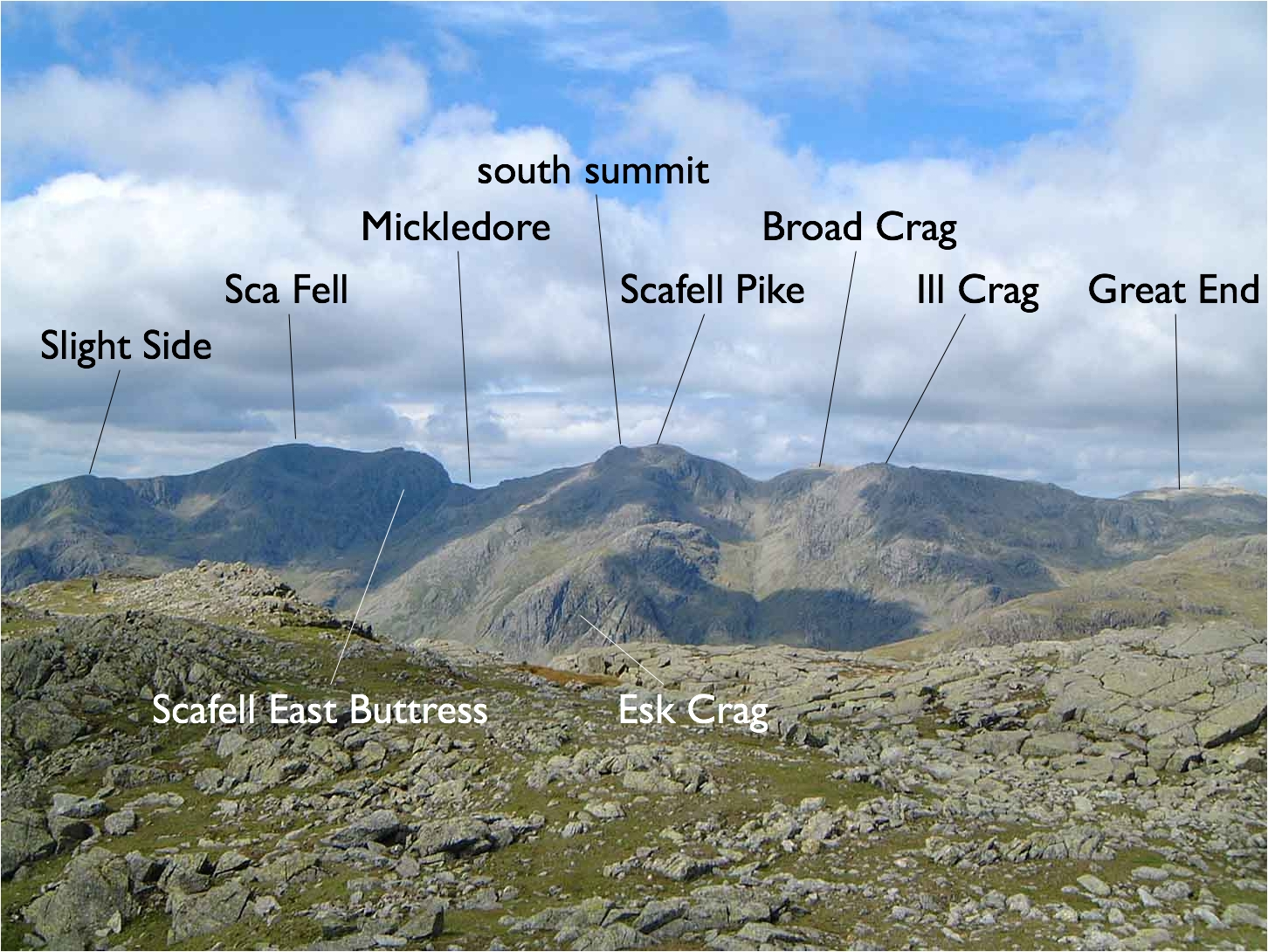
Vue de Scafell Pike au centre des Southern Fells.

Scafell Pike, au sens strict, s'étend de l'arête de Mickledore au sud-ouest jusqu'au col de Broad Crag, vers 920 mètres d'altitude, au nord-est. Une définition un peu plus large, retenue par la plupart des guides, inclut les sommets de Broad Crag (934 m) et d'Ill Crag (935 m), ces derniers étant séparés par le col d'Ill Crag,. Au nord d'Ill Crag se trouve la dépression de Calf Cove, à 850 mètres d'altitude, avant que l'arête ne s'élève de nouveau au Great End. Des sommets secondaires se trouvent de part et d'autre de Scafell Pike : le Lingmell, avec 807 mètres d'altitude, au nord-ouest, est généralement considéré comme un fell distinct,, alors que le Pen, un sommet bien détaché culminant à 760 mètres d'altitude au-dessus du fleuve Esk au sud-est, est souvent vu comme une antécime de Scafell Pike. Les Middleboot Knotts sont une élévation sur le versant septentrional de Broad Crag recensée en tant que nutall.

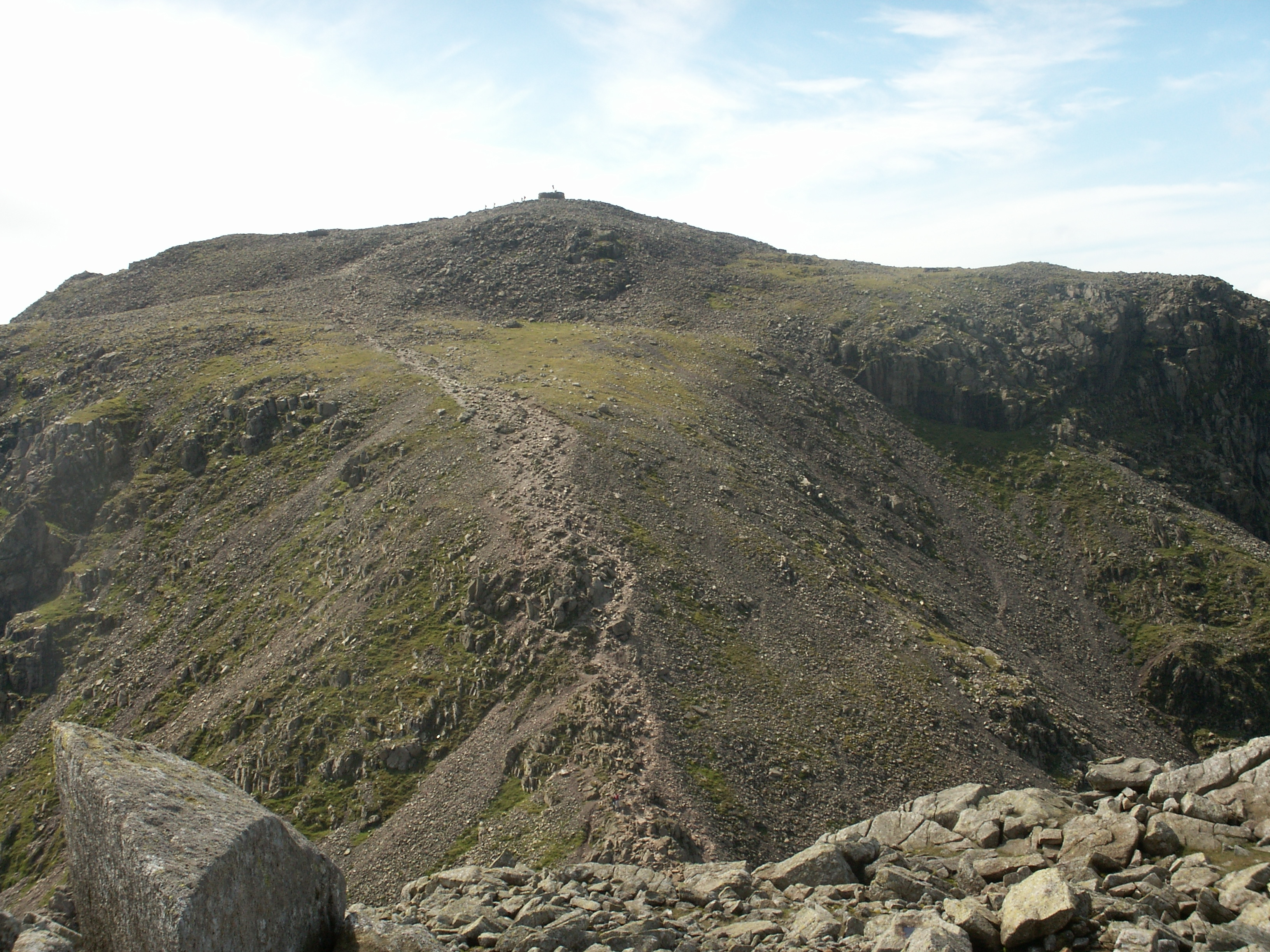
Vue du sommet de Scafell Pike depuis Broad Crag.

Le vague plateau sommital est bordé d'éperons rocheux sur chacun de ses versants : Pikes Crag et Dropping Crag vers la vallée de Wasdale et Rough Crag vers celle d'Eskdale. Sous Rough Crag et le Pen se trouvent, d'après les cartes de l'Ordnance Survey, Dow Crag et Central Pillar, connus sous le nom d'Esk Buttress parmi les grimpeurs. Broad Crag est un petit sommet essentiellement tourné vers l'ouest, tandis que Green Crag, moins élevé, regarde vers l'est. Depuis Broad Crag, l'arête tourne brièvement vers l'est en passant par le col d'Ill Crag et par le sommet pyramidal du même nom. À cet endroit, la plupart des éperons rocheux dominent l'Eskdale.
L'arête entre Ill Crag et Mickledore est essentiellement rocheuse, sa surface étant composée en de nombreux endroits de pierriers. Les sentiers ne sont pas affectés par l'érosion habituelle des sols mais sont balisés par des marques de couleur sur la roche le long du passage foulé par des milliers de bottes. Les sommets d'Ill Crag et Broad Crag sont évités par le sentier longeant l'arête jusqu'à la cime de Scafell Pike. Celle-ci abrite une colonne géodésique de l'Ordnance Survey aux côtés d'un cairn massif visible depuis une grande distance avec ses deux mètres de hauteur et son diamètre encore supérieur. Le sommet Sud est moins fréquenté et permet d'apprécier une belle vue sur l'Eskdale.

### Hydrographie
Plusieurs ruisseaux d'altitude (gills) s'écoulent dans le Lingmell Beck sur le versant septentrional du sommet. Ils constituent des exemples caractéristiques de ce genre de cours d'eau en Cumbria et sont importants en raison de leur richesse biologique. Le col de Broad Crag est la source du Little Narrowcove Beck qui s'écoule vers l'est et du Piers Gill vers l'ouest. Ce dernier contourne le Lingmell à travers une des plus remarquables ravines du Lake District pour se jeter dans le lac de Wast Water. Elle est particulièrement dangereuse en hiver, en raison des fréquents verglas pouvant entraîner des chutes mortelles.
Scafell Pike est réputé pour abriter la plus haute étendue d'eau d'Angleterre, bien que Foxes Tarn sur le Scafell soit d'altitude équivalente. Le lac en question est Broad Crag Tarn qui, malgré son nom, se trouve sur Scafell Pike et non Broad Crag, à 820 mètres d'altitude, environ 400 mètres au sud du sommet.

### Géologie
Scafell Pike est constitué de roches magmatiques datant de l'Ordovicien et faisant partie du groupe volcanique de Borrowdale. Le plateau sommital de Scafell Pike et de ses sommets voisins est recouvert de roches fragmentées qui composent le pierrier d'altitude le plus élevé d'Angleterre. Il aurait été créé par météorisation, en particulier par cryoclastie. Des facteurs secondaires auraient pu jouer un rôle non négligeable. Clifton Ward pense que des séismes ont pu accélérer ce phénomène, alors que J. E. Marr et R. A. Daly rejettent cette hypothèse et suggèrent que le gel et d'autres agents non identifiés sont plus plausibles.

## Histoire
Alors que Samuel Taylor Coleridge réalise la première ascension officielle du Scafell le 5 août 1802,,, il semblerait que Robert Southey aurait effectué à la même période celle de Scafell Pike. Les deux hommes sont des poètes romantiques britanniques, proches de William Wordsworth.
Le sommet est offert au National Trust en 1919 par Lord Leconfield en mémoire des hommes du Lake District « qui sont tombés pour Dieu et le Roi, pour la liberté, la paix et le bien durant la Grand Guerre ».

## Activités

### Randonnée
Scafell Pike, en tant que point culminant de l'Angleterre, fait partie du National Three Peaks Challenge (littéralement « challenge des trois pics nationaux ») incluant le Ben Nevis en tant que plus haut sommet d'Écosse et le mont Snowdon en tant que point culminant du pays de Galles.
La voie la plus courante pour l'ascension de Scafell Pike est au départ de Wasdale Head, à l'extrémité nord du lac de Wast Water et au nord-ouest du sommet, à environ 80 mètres d'altitude. Une auberge nommée Wasdale Head Inn a été rendue célèbre à l'époque victorienne par l'alpiniste Owen Glynne Jones et d'autres. L'été, une foule impressionnante entreprend cette ascension raide mais sans difficulté technique. Un itinéraire alternatif depuis Wasdale emprunte une vallée secondaire, dont la partie supérieure naît à Mickledore, puis suit le sentier reliant le Scafell à Scafell Pike.

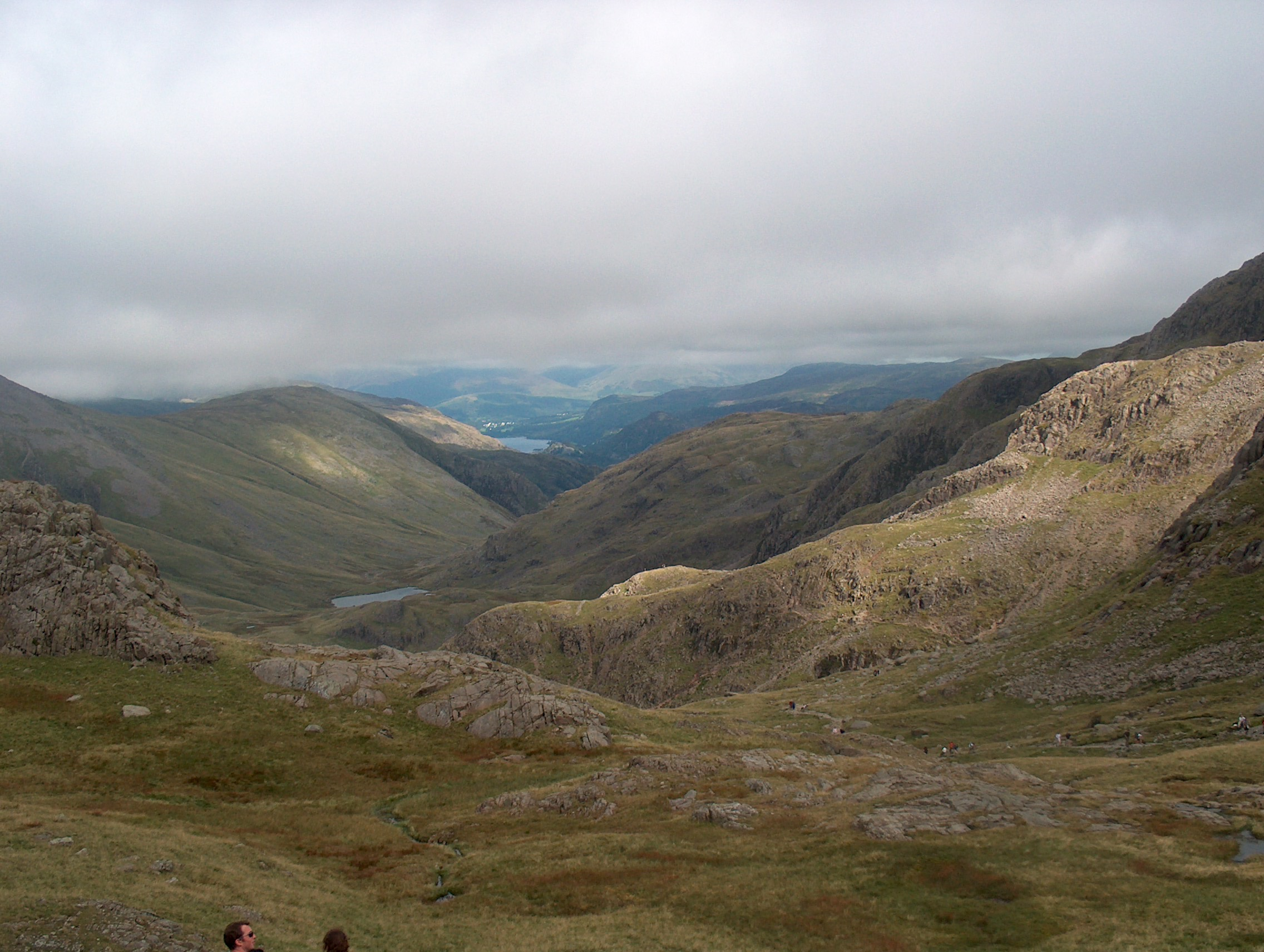
Vue depuis la Corridor Route avec le Styhead Tarn en aval.

Une autre voie, plus exigeante mais offrant des panoramas plus spectaculaires, commence à Seathwaite Farm, dans la vallée de Borrowdale, au nord-nord-est du sommet, longe la rive ouest du Styhead Tarn, puis emprunte la Corridor Route (« voie du Couloir »), anciennement connue en tant que Guides Route. Ce sentier grimpe sur le versant occidental du groupe montagneux de Scafell, permettant des vues sur les fells qui le composent, avant de rejoindre la voie normale de Wasdale à proximité du sommet. La descente peut être effectuée le long des crêtes en passant par ou à proximité de Broad Crag, Ill Crag, Great End, Allen Crags et le Glaramara. Un itinéraire alternatif depuis la vallée de Borrowdale, plus long mais probablement moins exigeant que la Corridor Route, passe par Grains Gill et le col d'Esk Hause.
Une approche plus longue peut être entreprise depuis la vallée de Great Langdale à l'est. Depuis l'hôtel Old Dungeon Ghyll, le sentier monte par Rossett Gill, longe Angle Tarn par le nord-est puis passe par le col d'Esk Hause avant de rejoindre le sentier rocheux précédent en direction du sommet. Les bons randonneurs peuvent revenir par un itinéraire plus méridional et accidenté en grimpant Esk Pike et le Bowfell puis en redescendant par The Band. Une autre variante qui évite de repasser par Rossett Gill consiste à bifurquer vers le nord au Angle Tarn, en passant par Rossett Pike pour rejoindre le Cumbrian Way et redescendre via le col Stake, rajoutant un kilomètre et demi à la marche. La distance totale est de 21 kilomètres.
Enfin, l'ascension peut être effectuée depuis l'Eskdale, ce qui en fait la plus longue et la plus technique mais aussi une des plus spectaculaires. La voie suit la partie supérieure de l'Esk jusqu'au plateau tourbeux de Great Moss. Les randonneurs ont ensuite le choix entre l'ascension raide vers Mickledore, l'arête entre le Scafell et Scafell Pike, ou la poursuite jusqu'aux sources du fleuve au col d'Esk Hause, ou encore l'ascension le long du Little Narrowcove qui émerge sur l'arête quelques centaines de mètres au nord-est du sommet.

### Escalade
Esk Buttress et Pikes Crag sont des sites réputés pour la pratique de l'escalade.

### Protection environnementale
Scafell Pike est situé au sein du parc national du Lake District qui a été créé en 1951 et s'étend sur 2 292 km2, ce qui en fait le plus vaste d'Angleterre.

Vue panoramique annotée depuis le sommet de Scafell Pike.